# Santo, la Leyenda de Plata
"Santo, La Leyenda de Plata" es una historieta mexicana basada en las aventuras de "El Hijo del Santo", heredero de El Santo, un célebre luchador enmascarado. Los 20 números de que constó fueron publicados entre 2005 y 2007.

## Argumento
En general, el estilo de la historieta recuerda al de las viejas películas en las que El Santo, alternaba la lucha libre profesional con el combate al mal personificado por toda suerte de monstruos satánicos, y organizaciones delictivas.
Algo muy destacado de los guiones y de los dibujos de este cómic fantastático, es que las locaciones de cada aventura de la Historieta llevaron al -"Hijo del Santo" -el luchador que era el personaje principal- a recorrer los distintos estados de la República Mexicana, por lo que en cada número el personaje viaja al igual que lo hace un luchador profesional de arena en arena, lo cual lo lleva irremediablemente a encontrarse con sucesos y situaciones que lo comprometen a hacer que triunfe el bien sobre el mal. Algunos de los lugares visitados en la historieta por el personaje del Hijo del Santo fueron: Monterrey, Veracruz, México, D.F., Arizona, Teotihuacán, Edo. Méx. y Corralejo Guanajuato en su último número; lugar en cual por cierto el héroe sufre un secuestro por un grupo Delictivo que es una especie de organización tratante de Gladiadores modernos. 
El secuestro que sufrió el personaje en el último número publicado (Ed. Núm. 20), paradójicamente en la realidad coincidió con el secuestro de las ganancias obtenidas por parte de la red de distribución de la revista.

## Creación y trayectoria editorial
El número 1 de esta publicación catorcenal está fechado en febrero de 2005. 
Los guiones de "Santo, la Leyenda de Plata" fueron escritos por Hoss y Martín Martaine, dos jóvenes autores y caricaturistas que tenían una relación de amistad con el dueño del personaje (el famoso Luchador Profesional: El Hijo del Santo)y que fueron quienes le convencieron de ceder temporalmente a su personaje para llevarlo a las páginas de un cómic.
Cada número de la historieta fue elaborado por distintos dibujantes importantes en el ambiente de la historieta mexicana, como Oscar Bazaldúa en el trazo de portadas, Antonio Santillán en el color de Portadas y el de Arturo Said y Hugo Aramburo en trazo de interiores, por mencionar algunos. 
El equipo de producción de la Historieta sufrió tremendos reveses sobre todo por la falta de pago de ejemplares que eran vendidos por las Uniones de voceadores y Cadenas de Distribución que a su vez se negaban a liquidar las ganancias para la revista, argumentando que los ejemplares se habían perdido o se los habían robado.
Al final de la vida de la historieta y como una intención de despedida, el equipo de producción de la Historieta, liderado por "Hoss" -el escritor principal de la misma-, realizó en el año de 2007 una gira de eventos masivos la cual los llevó por distintos estados de la República Mexicana, en la cual enseñaban en Plazas Públicas y casas de Cultura municipales, el arte de hacer Historietas, invitando a participar al público asistente a que aportaran ideas para construir una historieta original de la cual iban haciendo los bocetos y después dibujaban una escena en varias viñetas gigantes. Esa gira fue lo más espectacular de la Publicación de la Historieta, y significó para mucha gente una experiencia cultural muy interesante que les permitió conocer el viejo y casi perdido arte de la historieta mexicana de orden cultural.

## Valoración
La historieta "Santo La Leyenda de Plata" es el producto más reciente, de los muchos productos derivados de las historias del también llamado "Enmascarado de Plata", entre ellos una historieta anterior titulada "Nuevas aventuras del Hijo de Santo" que se publicó en la década de los ochenta.
Este cómic fue uno de los últimos intentos dignos de editores, escritores y artistas gráficos mexicanos por revivir el género de aventuras de Superhéroes Latinoamericanos. A la par otra editorial también realizó la edición de una historieta de otro célebre luchador mexicano: "Blue Demon", pero lamentablemente la terrible mafia de la distribución de periódicos y revistas de México, avasalló financieramente a las dos publicaciones. Y por esta razón no se pudieron seguir publicando.
A la fecha los ejemplares publicados sobre todo de la Historieta de "Santo la Leyenda de Plata", se venden incluso por internet pero como artículos de memorabilia para coleccionistas fanáticos del cómic y de la lucha mexicana en todo el mundo. 
- Datos: Q2890418